# Sophie de Saxe
Sophie Marie Frédérique Auguste Léopoldine Alexandrine Ernestine Albertine Elisabeth de Saxe, duchesse de Saxe, née à Dresde le 15 mars 1845, morte à Munich le 9 mars 1867 est le neuvième et dernier enfant du prince Jean de Saxe et d'Amélie de Bavière.

## Biographie
En 1854, la mort accidentelle de son oncle le roi Frédéric-Auguste II de Saxe installe son père sur le trône. L'année précédente, tandis que sa sœur Sidonie de Saxe était dédaignée par l'empereur François-Joseph d'Autriche, son frère aîné Albert de Saxe avait épousé par amour une princesse en exil, Carola de Vasa. À la même époque également ses sœurs se marient selon leur rang, mais toutes sauf une meurent très jeunes.

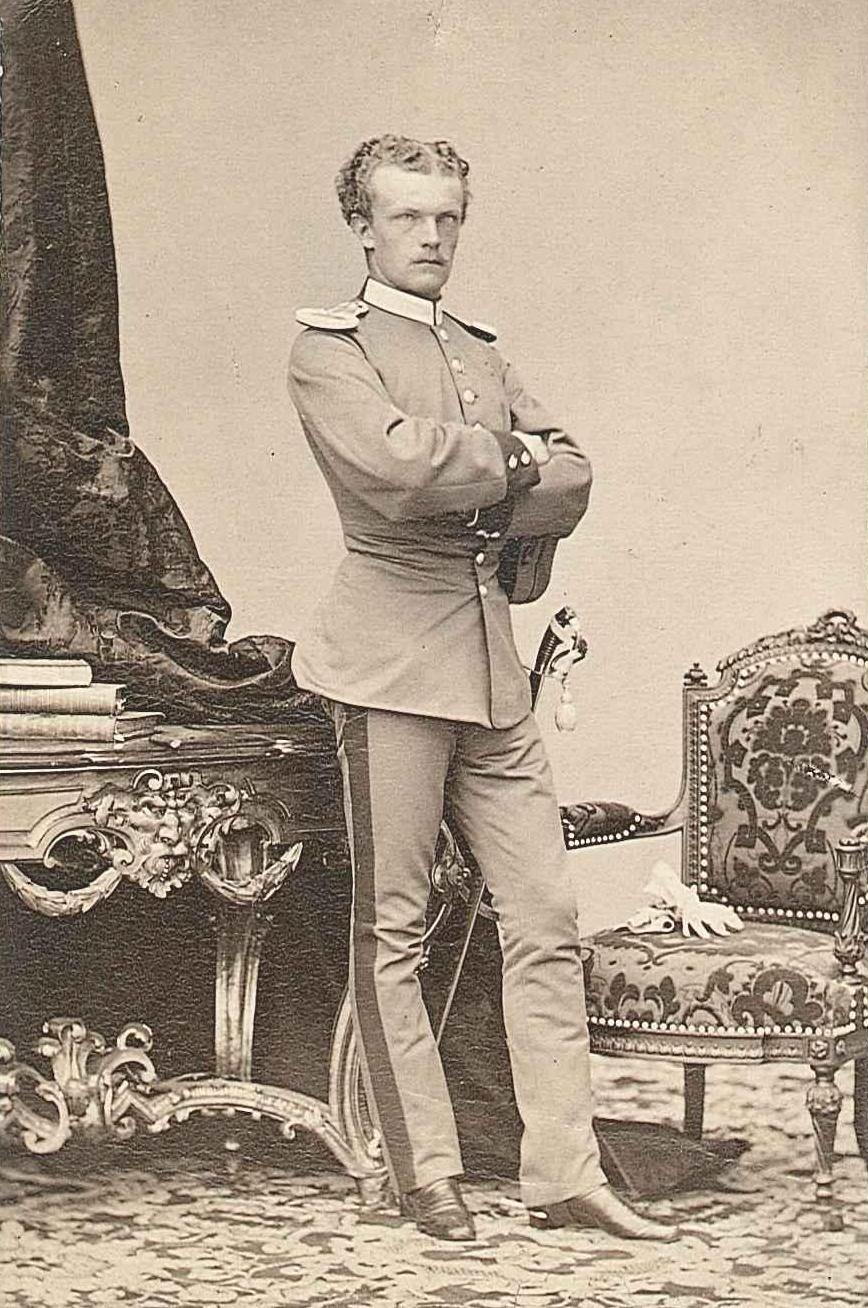
Charles-Théodore, duc en Bavière.

Sophie épouse par inclination le 11 février 1865 à Dresde, son cousin utérin Charles-Théodore, duc en Bavière, fils du duc Maximilien en Bavière et de la duchesse Ludovica de Bavière. Cousin utérin du roi Maximilien II de Bavière, le promis est entre autres le frère de l'impératrice d'Autriche (Sissi) et de l'ex-reine Marie-Sophie des Deux-Siciles. Leur frère aîné ayant renoncé à ses droits pour pouvoir contracter une union morganatique, Charles-Théodore devient en 1859, à l'âge de 20 ans, l'héritier du titre ducal. De cette union naît une fille :
- Amélie Marie en Bavière (1865-1912).

L'accouchement affaiblit beaucoup la princesse. À cette époque, sur les neuf enfants du couple royal de Saxe, cinq étaient déjà morts avant l'âge de 31 ans. Sophie souffre de problèmes respiratoires, se remet quelque peu, mais contracte une grippe qui lui est fatale. Elle meurt à Munich le 9 mars 1867, peu avant son vingt-deuxième anniversaire. Le duc Charles-Théodore, âgé de 27 ans, est inconsolable, il ne se remariera que sept ans plus tard. Méprisant les commentaires scandalisés des membres de sa maison et de l'aristocratie, autant que ceux ironiques de la bourgeoisie et de ses camarades de faculté, il quitte l'armée bavaroise pour entamer des études de médecine. Il devient un ophtalmologue réputé et ouvre une clinique où il soigne gracieusement les plus démunis.